# Sonic the Hedgehog Chaos
Sonic the Hedgehog Chaos, на территории Японии известная под названием Sonic & Tails (яп. ソニック＆テイルス Соникку андо Тэирусу, рус. Соник и Тейлз) — видеоигра серии Sonic the Hedgehog в жанре платформер, разработанная компанией Aspect и изданная Sega для консолей Master System и Game Gear в 1993 году. Позже Sonic Chaos была портирована на игровые платформы нескольких поколений и входила в состав нескольких сборников. Игра является сиквелом 8-битной Sonic the Hedgehog 2. По сюжету главный герой ёж Соник, вместе со своим другом лисёнком Тейлзом, продолжают борьбу против злодея доктора Роботника на Южном Острове.
Разработка Sonic the Hedgehog Chaos началась после выхода портативной версии Sonic the Hedgehog 2, в 1992 году. Хотя игровой процесс не отличается от предшественников, тем не менее команда внесла в игру нововведения и развивала концепцию предыдущих частей серии. В ходе разработки Sonic the Hedgehog Chaos также претерпела изменения в плане дизайна уровней и некоторых игровых элементов.
После выхода Sonic the Hedgehog Chaos получила положительные отзывы от прессы. Из достоинств игры обозреватели называли графику и музыкальное сопровождение, но критиковали некоторые элементы игрового процесса. Несмотря на высокие оценки, проекту не удалось завоевать должной популярности среди фанатов из-за слабых продаж консолей Master System и Game Gear. В 1994 году вышел сиквел под названием Sonic the Hedgehog Triple Trouble (Sonic & Tails 2 в Японии).

## Игровой процесс

Соник на уровне «Turquoise Hill» (версия для Sega Master System). Игровой процесс Sonic Chaos не потерпел существенных изменений по сравнению с предыдущими играми серии

Sonic the Hedgehog Chaos является жанровым платформером, выполненным в двухмерной графике. По сюжету игры доктор Роботник украл красный Изумруд Хаоса, а остальные развеялись по Южному Острову, из-за чего этот остров начал опускаться в море. Ёж Соник и лис Тейлз, видя это, решают остановить злодея и вернуть драгоценные камни.
В Sonic the Hedgehog Chaos присутствует возможность играть за самого Соника, либо за лисёнка Тейлза. Сам же игровой процесс практически ничем не отличается от предыдущих 8-битных игр серии Sonic the Hedgehog: персонажу игрока предстоит пройти шесть игровых зон («Turquoise Hill», «Gigalopolis», «Sleeping Egg», «Mecha Green Hill», «Aqua Planet» и «Electric Egg»), каждая из которых поделена на три акта и заполнена определёнными врагами-роботами, называемыми бадниками (англ. Badnik). Игрок может атаковать врагов путём сворачивания в колючий клубок в прыжке, либо с помощью приёма spin dash, разгоняясь на месте и атакуя скоростным ударом в перекате. На уровнях разбросаны золотые кольца, которые служат защитой от врагов, а при сборе в 100 штук персонажу даётся дополнительная жизнь. Если Сонику или Тейлзу будет нанесён урон, то они потеряют все кольца, а без них при повторном нападении персонажи могут погибнуть. Кроме колец, на уровнях разбросаны многочисленные бонусы, хранящиеся в специальных мониторах — например, временная неуязвимость или дополнительная жизнь. Прохождение каждого акта ограничено десятью минутами; в зависимости от затраченного на прохождение времени в конце акта игроку присуждаются бонусы в виде дополнительных очков, колец, или жизни. В случае смерти персонажа игра начинается заново, либо с контрольной точки. Для завершения прохождения акта необходимо коснуться таблички с изображением Роботника; в конце третьего акта проходит битва с боссом.
В игре существуют особые уровни — «Special Stage», предназначенные для сбора Изумрудов Хаоса. За исключением первой локации, где персонаж летит по небу, остальные уровни по своей структуре напоминают лабиринт. Чтобы попасть на «Special Stage», Сонику просто необходимо на уровне собрать 100 колец. Игрок за определённое время собирает кольца и получает за это дополнительные очки и жизни. Всего в игре шесть Изумрудов Хаоса, и последний камень необходимо получить после битвы с доктором Роботником. В отличие от синего ежа, Тейлз не может собирать изумруды. Когда лис собирает 100 колец, он просто зарабатывает дополнительную жизнь.

## Разработка и выход игры
Sonic Chaos была разработана компанией Aspect, которая уже имела опыт в создании платформеров для портативных консолей. Несмотря на то, что Sonic Chaos заимствует множество особенностей предшественника, тем не менее команда внесла в игру нововведения и развила́ концепцию предыдущих частей серии Sonic the Hedgehog. Так, в этом проекте впервые появилась способность strike dash, благодаря которой Соник на уровнях может быстро разбежаться. Кроме того, игра стала первой в серии, где при завершении уровня подсчитывается скорость, с которой пройден уровень. Позднее эта особенность использовалась в последующих частях серии, например в Sonic Labyrinth и Sonic Unleashed.
Музыкальное сопровождение к игре написали композиторы Кодзиро Микуса и Масаюки Нагао. Несмотря на использование оригинальных композиций, в Sonic the Hedgehog Chaos были использованы фрагменты музыки из предыдущих игр серии. Микуса принимал участие в создании ремиксов. Так, для фоновой музыки уровня «Mecha Green Hill» был использован изменённый вариант композиции уровня «Green Hills» из Sonic the Hedgehog 2, которая в свою очередь является 8-битным ремиксом песни «Sonic — You Can Do Anything» из игры Sonic the Hedgehog CD, а музыка во время сражения с финальным боссом является 8-битной версией композиции уровня «Metallic Madness» также из Sonic the Hedgehog CD.
Игра демонстрировалась на выставке CES летом 1993 года. В этом же году 25 октября состоялся релиз Sonic the Hedgehog Chaos на территории Европы для консоли Master System. 10 ноября 1995 года эта версия была выпущена в Северной Америке, где стала одной из первых игр, получивших рейтинг «E» от созданной немного ранее Entertainment Software Rating Board. Позднее Sega и Majesco вместе выпустили порт Sonic the Hedgehog Chaos (Sonic & Tails в Японии) для игровой приставки Sega Game Gear. От версии на Master System она отличается более низким разрешением, из-за чего спрайты стали занимать большую часть экрана, однако расширилась цветовая палитра. Также присутствовали незначительные изменения в уровнях и музыке, связанные с техническими особенностями приставки.
Существует множество портов Sonic the Hedgehog Chaos на консоли различных поколений. В 2003 году игра вошла в Sonic Adventure DX: Director’s Cut для консоли GameCube и PC-совместимых компьютеров под управлением Windows как открываемая мини-игра, и была включена в состав сборника Sonic Mega Collection Plus. В 2009 году Sonic the Hedgehog Chaos была выпущена для консоли Wii в сервисе Virtual Console.

## Оценки и мнения
| Сводный рейтинг    | Сводный рейтинг          |
| Агрегатор          | Оценка                   |
| ------------------ | ------------------------ |
| GameRankings       | 56,67 % (SMS)            |
| MobyRank           | 88/100 (GG) 75/100 (SMS) |
| Иноязычные издания |                          |
| Издание            | Оценка                   |
| AllGame            | (GG)                     |
| GamePro            | 4,5/5 (GG)               |
| GamesRadar+        | 8/10 (SMS/GG)            |
| IGN                | 6/10 (SMS/Wii)           |
| Mega Force         | 70 % (SMS)               |
| MegaZone           | 94 % (SMS)               |

Пресса в основном положительно оценила игру Sonic the Hedgehog Chaos. По данным сайта MobyRank, средняя оценка платформера составляет 88 баллов из 100 возможных для консоли Game Gear и 75 баллов для Master System. На GameRankings переиздание для Virtual Console имеет рейтинг 56,67 %. Несмотря на высокие оценки, игре не удалось завоевать должной популярности из-за плохих продаж консолей. В 1994 году проект получил от журнала Electronic Gaming Monthly награду в номинации «лучшая игра на Game Gear», а в 2012 году занял 16 место в аналогичном списке от GamesRadar.
Критик GamePro по прозвищу The Unknown Gamer поставил платформеру почти идеальную оценку — 4,5 балла из 5 возможных. «Sonic Chaos использует формулу победы, с небольшими различиями делая его [проект] новым и интересными», — заявил рецензент. Из достоинств проекта критик выделил интересный сюжет и игру за Тейлза. Музыкальное сопровождение и звуковые эффекты были также высоко оценены, хоть и с иронией было подмечено, что с такими композициями премию «Грэмми» не выиграть. Главным недостатком критик посчитал небольшую сложность прохождения уровней.
Обозреватель из IGN Лукас Томас оценил переиздание на Wii в 6 баллов из 10 возможных. По мнению журналиста, Sonic Chaos скорее всего купят только поклонники серии, так как по сравнению с 8-битными Sonic 1 и Sonic 2, она выглядит «пресно». Другим владельцам консоли он рекомендовал взглянуть на проекты, выходившие ранее на Mega Drive/Genesis. Несмотря на не запоминающийся саундтрек и отсутствие оригинального дизайна уровней, Томасу понравились некоторые нововведения в геймплее, например, игра за Тейлза и наличие «Special Stage».
Представитель сайта GamesRadar оценил проект в 8 баллов. В отличие от своего коллеги из IGN, Джастин Тауэлл положительно отозвался о дизайне уровней, хоть и тоже подметил, что они выглядят не оригинально и стараются подражать играм на Mega Drive/Genesis. По его словам, сейчас платформер выглядит устаревшим, но с этим можно смириться. Помимо игрового процесса, Тауэллу понравились «Special Stage» и наличие у Соника «безумных» реактивных ботинок. В качестве недостатков упоминались быстрая и часто дёрганная скорость прохождения уровней.
Высоко оценил Sonic Chaos обозреватель сайта Power Sonic, дав 9,25 баллов из 10 возможных. «Sonic Chaos имеет другой стиль, по сравнению с Sonic 2, и изменился в лучшую сторону» — заявляет рецензент. К существенным достоинствам проекта были отнесены возможность играть как за Соника, так и за Тейлза, у каждого из которых есть уникальные приёмы. Среди прочего, критик удостоил похвалы улучшенный геймплей, а особые уровни назвал «весёлыми». Критике обозреватель подверг музыкальное сопровождение и невозможность играть за Тейлза на особых уровнях.

### Влияние
Sonic the Hedgehog Chaos стала первой игрой серии для портативных консолей, где лис Тейлз является игровым персонажем. Впоследствии, в 1994 году было выпущено продолжение игры — Sonic the Hedgehog Triple Trouble (Sonic & Tails 2 в Японии), в которой Тейлз также является игровым персонажем, а игровая механика во многом повторяет предыдущую часть. По сюжету доктор Роботник снова получил все Изумруды Хаоса, но, к его сожалению, во время тестирования нового ядерного оружия произошло замыкание, в результате которого все драгоценные камни снова рассеялись по всему острову. Соник и Тейлз отправляются на поиски Изумрудов Хаоса. Однако интерес к изумрудам проявляют охотник Фэнг Снайпер, который, в случае нахождения камней, собирается продать их и получить деньги, а также ехидна Наклз.
В интервью сайту GameSpot помощник бренд-менеджера компании Sega Кен Балоу заявил, что Sonic Chaos изменил ситуацию, что после выхода приставок четвёртого поколения, игры на консолях предыдущего поколения казались «немного грубыми». Он также добавил, что игра была «не столь впечатляющая, как её собратья на Sega Mega Drive».